# Bodianus eclancheri
 Bodianus eclancheri és una espècie de peix de la família dels làbrids i de l'ordre dels perciformes.

## Morfologia
Els mascles poden assolir els 61 cm de longitud total.

## Distribució geogràfica
Es troba des de l'Equador fins a Xile, incloent-hi les Illes Galápagos.